# الدوري الإيطالي الدرجة الرابعة
الدوري الإيطالي الدرجة الرابعة (النطق الإيطالي: ‎[ˈsɛːrje ˈdi]‏) أو Serie D ، وهو المستوى الأول لاتحاد كرة القدم الإيطالي لغير المحترفين (الهواة) والمسمى بالرابطة الوطنية للهواة "Lega Nazionale Dilettanti". يمثل هذا الاتحاد أكثر من 12000 لاعب كرة قدم و 400 فريق كرة قدم من جميع أنحاء إيطاليا. وهذا الدوري يأتي مباشرة بعد الدوري الإيطالي الدرجة الثالثة (الدوري المحترف الثالث والأخير منذ موسم 2014-15)، وبالتالي يعتبر هذا الدوري هو الرابع في البلاد من حيث المستوى. ويتم تنظيمه من قبل (اللجنة الأقاليمية).

## التاريخ
في عام 1948، كان لا بد من إعادة تنظيم البطولات الثلاث التي يديرها القسم الثالث (Serie C) وذلك بسبب العدد المتزايد من الفرق الإقليمية. حيث قرر الاتحاد الإيطالي لكرة القدم عدم إحالة فرق أخرى من البطولات الإقليمية إلى دوري الدرجة الثالثة الجديدة التي تم تشكيلها في 4 مجموعات. وانضم باقي الفرق إلى الدوري الجديد الذي عرف باسم "Promozione"، والذي غير اسمه في عام 1952 إلى دوري الدرجة الرابعة (IV Serie) ثم في عام 1959 أصبح اسمه دوري الدرجة الرابعة (Serie D).
اعتبارًا من عام 1959، كان على كل لاعب في بطولة الدوري الإيطالي أن يختار الوضع شبه الاحترافي، من خلال التوقيع على نموذج إسناد الحالة الصادر خصيصاً. وهكذا تم تضمين البطولة في الرابطة الوطنية شبه المحترفة، المعروفة اليوم باسم Lega Pro. لكن أعيد تنظيم دوري الدرجة الرابعة في عام 1981 عندما تم تخفيض عدد البطولات. حيث تغير اسم الدوري إلى الأقاليم، وفقد اللاعبون وضعهم شبه الإحترافي وتحولوا إلى هواة. وانتقلت البطولة بعد ذلك إلى الرابطة الوطنية للهواة. من عام 1992 إلى عام 1999 تغير الاسم إلى بطولة الهواة الوطنية قبل أن يعود في النهاية إلى الاسم الحالي. مع اندماج قسمي Lega Pro بدوري واحد في نهاية موسم 2013-14 لإعادة إنشاء دوري الدرجة الثالثة "Serie C" ارتفع دوري الدرجة D والبطولات التي تحتها بمقدار واحد من المستوى في نظام الهرم، بعد خفض عدد الدوريات في كرة القدم الإيطالية إلى تسعة.

## الهيكلية
منذ أوائل التسعينيات، كان دوري الدرجة الرابعة يتألف من 162 فريقًا مقسمة إلى 9 مجموعات إقليمية (يسمى جيروني)، يتكون كل جيروني من 18 فريق.
في موسم 2012-13، أصبح عدد الفرق 166. حيث أصبحت المجموعتين (B و C) تضم 20 فريقًا. وفي موسم 2013-14 قل العدد إلى 161 والمجموعة (H) أصبحت تتألف من 17 فريقاً. ومنذ موسم 2014-2015 أصبح الدوري يتألف من تسعة مجموعات يتم توزيعها حسب المنطقة الجغرافية على النحو التالي:
- "" جيروني A "- فرق من وادي أوستا وبييمونتي وليغوريا ولومبارديا.
- "" جيروني B "- فرق من لومباردي وفينيتو.
- "" جيروني C "- فرق من فريولي فينيتسيا جوليا، ترينتينو ألتو أديجي وفينيتو.
- "" جيروني D "- فرق من إميليا-رومانيا، توسكانا وفينيتو.
- "" جيروني E "- فرق من لاتسيو، توسكانا وأومبريا.
- "" جيروني F "- فرق من أبروتسو، لاتسيو، ماركي وموليزي.
- "" جيروني G "- فرق من لاتسيو وسردينيا.
- "" جيروني H "" - فرق من بوليا، بازيليكاتا وكامبانيا.
- "" جيروني I "- فرق من كالابريا وكامبانيا وصقلية.

## التأهل
يتأهل الفريق صاحب المركز الأول من كل مجموعة إلى الدوري الإيطالي الدرجة الثالثة "Serie C" كل عام، ليحل محل 9 فرق من Lega Pro تهبط إلى Serie D.
إذا فشل الفريق المتأهل من الدوري الإيطالي الدرجة الرابعة "Serie D" تلبية المتطلبات الأحترافية، يطلب Lega Pro من الفريق صاحب المركز الثاني في مجموعة الفريق المتأهل من "Serie D" ملء الشاغر. وإذا تعذر ذلك أيضاً يملأ الفريق صاحب المركز الثالث الشاغر، وهكذا.
في السنوات الأخيرة، فشل البعض من الفرق في تلبية المتطلبات التنظيمية أو المالية من أجل المشاركة في دوري الامحترفين. على سبيل المثال، في موسم 2007–08 أخفقت الفرق التسعة المتأهلة في تلبية متطلبات التأهل.

## المباريات الفاصلة
تقام المباريات الفاصلة في ختام الموسم وتشمل الفرق التي تحتل المركز الثاني حتى الخامس في كل مجموعة. الجولتان الأوليان عبارة عن جولة إقصائية من مباراة واحدة تُلعب على أرض الفريق ذي التصنيف الأعلى. المباريات التي تنتهي بالتعادل تذهب إلى الوقت الإضافي. منذ موسم 2007-08 أصبحت المباريات التي تنتهي بالتعادل بعد انتهاء الوقت الإضافي، فإن الفريق المصنف الأعلى يعتبر فائزاً في المباراة دون الذهاب إلى ركلات الترجيح.
في الجولة الأولى لكل مجموعة، يلعب الفريق صاحب المركز الخامس مع الفريق صاحب المركز الثاني، والفريق صاحب المركز الرابع مع الفريق صاحب المركز الثالث. وفي الجولة الثانية يلتقي الفائزين فيما بينهم. في نهاية الجولة الثانية، يتأهل فريق واحد من كل مجموعة ويتم تجميع المتأهلين التسعة في ثلاث مجموعات تضم كل مجموعة ثلاثة فرق يلعبون فيما بينهم في كل مجموعة بدوري من مرحلة واحدة (حيث يلعب كل فريق مباراة على إرضه ومباراة أخري خارج أرضه). ويتأهل الفائزون بالمجموعات الثلاث لنصف نهائي الملحق. منذ 2007–08 أصبح الفائز بكأس إيطاليا لدوري الدرجة الرابعة يتأهل إلى دور نصف النهائي مباشرة في الموسم المقبل. ويلعب الدور نصف النهائي بمباراتي ذهاب وإياب، حيث يتأهل الفائزان للمباراة النهائية تلعب مرة واحدة وتُقام على أرض محايدة.

## الهبوط
بعد اكتمال الموسم، يهبط الفريق صاحب المركز الاخير وما قبل الاخير إلى دوري الدرجة الخامسة «إكسيلينزا»، وتلعب الفرق أصحاب الترتيب 13 و 16 وكذلك صاحب الترتيب 14 و 15 من كل مجموعة مباريات اقصائية يبقى الفائز منها في دوري الدرجة الرابعة للموسم التالي. ويهبط الاثنين الخاسرين إلى دوري الدرجة الخامسة «إكسيلينزا» وهو دوري إقليمي للهواة أدنى مرتبة. ليصبح مجوع الهابطين من كل مجموعة عدد أربع فرق، حيث يهبط كل سنة 36 فريقاً من هذا الدوري.
لا تلعب المباراة الفاصلة إذا كان الفرق بين صاحب المركز 13 والمركز 16 أخير وبين آخر 14 و 15 أكثر من ثماني نقاط.

## كسرالتعادل
الفرق المتعادلة بالنقاط يتم كسر التعادل في مباراة فاصلة بملعب محايد. وتلعب الحالات التالية:
- التعادل بالنقاط بين المركزين الأول والثاني، حيث سيتأهل الفائز مباشرة إلى الدرجة الثالثة ويلعب الخاسر المباريات الفاصلة.
- التعادل بين بالنقاط المركزين الخامس والسادس، حيث يتأهل الفائز فقط للمشاركة في المباريات الفاصلة.
- التعادل بالنقاط بين 14 و 15، حيث يتجنب الفائز المشاركة في مباراة الهبوط.
- التعادل بالنقاط بين المركزين 13 و 16، حيث يتأهل الفائز لمباراة الإقصاء ويهبط الخاسر مباشرة.

يتم استخدام النتائج المباشرة في المباريات عندما تكون جميع الفرق المؤهلة إلى التصفيات التأهلية متعادلة بالنقاط، أو عندما تتساوى بالنقاط جميع الفرق المشاركة في تصفيات الهبوط.

## الهوامش
1. ↑  "Calcio: CF approva riforma Lega Pro, 60 squadre dal 2014-15" (بالإيطالية). ASCA Agenzia di Stampa. 21 نوفمبر 2012. Archived from the original on 30 نوفمبر 2012.
2. ↑  "Archived copy". مؤرشف من الأصل في 22 يوليو 2011. اطلع عليه بتاريخ 16 مارس 2011.{{استشهاد ويب}}:  صيانة الاستشهاد: الأرشيف كعنوان (link)

## وصلات خارجية
- باللغة الإيطالية Official website of the Serie D
- باللغة الإيطالية News of Serie D
- باللغة الإيطالية Tutti i gironi della serie D su Calciotel

تصنيف:دوريات رياضية أسست سنة 1948
تصنيف:دوريات رياضية أسست سنة 1948